# إدوارد وايلد (عالم أعصاب)
إدوارد وايلد، يُعرف أيضًا باسم إيد وايلد، هو طبيب أعصاب وعالم أعصاب بريطاني متخصص في مجال مرض هنتنغتون وأحد مؤيدي التواصل العلمي مع العامة. شارك وايلد في تأسيس منصة الأخبار البحثية لمرض هنتنغتون إتش دي باز في عام 2010. يشغل وايلد منصب أستاذ علم الأعصاب في معهد طب الأعصاب في كلية لندن الجامعية ومدير مشارك في مركز مرض هنتغتون في كلية لندن الجامعية. يعمل وايلد أيضًا كعالم أعصاب استشاري في المستشفى الوطني لطب الأعصاب وجراحتها في لندن.

## الحياة المهنية
درس وايلد الطب في كلية كريست، كامبريدج. في بداية حياته المهنية، درس وايلد عن الظاهرة العصبية ديجا فو ونشر عنها. حصل على درجة الدكتوراه تحت إشراف الأستاذة سارة تبريزي في معهد طب الأعصاب في كلية لندن الجامعية، ساحة الملكة، لندن، التي نشر خلالها بحثًا عن المؤشرات الحيوية لمرض هنتنغتون باستخدام مقاييس التصوير بالرنين المغناطيسي لضمور الدماغ والتحاليل الكيميائية الحيوية للدم. استمر وايلد وتبريزي العمل معًا في مركز مرض هنتنغتون في كلية لندن الجامعية.
وصف وايلد مع زملائه مسارًا إمراضيًا جديدًا للتنشيط المناعي الذي يحدث في مرض هنتنغتون، ليصبح في وقت لاحق أساس التجارب السريرية للعلاجات المستهدفة للمناعة. في عام 2015، نشر وايلد أول تجربة ناجحة في تحديد بروتين هنتنغتون الطافر (السبب المعروف لمرض هنتنغتون) وتقييسه في السائل الدماغي الشوكي البشري، باستخدام مقايسة مناعية جديدة قائمة على «التعداد الجزيئي المفرد». اعتُبرت هذه النتيجة بمثابة «العنوان البحثي البارز» بواسطة مجلة نيتشر ريفيوز نيورولوجي ومكنت وايلد من الفوز بجائزة «بصيرة العام» لمجموعة دراسة هنتنغتون لعام 2015. نشر وايلد أيضًا العديد من الأسباب الوراثية الجديدة لمتلازمات «النسخ المظهري» التي تحاكي مرض هنتنغتون.
منذ عام 2017، ركزت أبحاث وايلد على إمكانات ضوء الخيوط العصبية وبروتين هنتنغتون الطافر باعتبارهما من الواسمات الحيوية لبدء تطور مرض هنتنغتون وترقيه. أظهر عمله أن «إن إف إل» له قيمة تنبئية أفضل في مرض هنتنغتون، لكن قد يكون الهنتنغتين الطافر واسمًا قيمًا للكشف الحساس والمبكر عن التغيرات في التجارب السريرية لخفض الهنتنغتين. كان وايلد أحد كبار الباحثين في البرنامج السريري الذي يعنى بدراسة التومينيرسين قليل النيكليوتيد المضاد للتحسيس من أجل خفض إنتاج الهنتنغتين الطافر في مرض هنتنغتون، وأعطى الجرعة الأولى لمريض في عام 2015.
يعمل وايلد كعضو في اللجنة الاستشارية الطبية لجمعية مرض هنتنغتون في المملكة المتحدة، وهيئة التحرير في مجلة مرض هنتنغتون، والهيئة الاستشارية لعلم الوراثة العصبية في جمعية أطباء الأعصاب البريطانية ولجنة علم الأعصاب الانتقالي في الأكاديمية الأوروبية لعلم الأعصاب. يُعد وايلد أحد أعضاء اللجنة التنفيذية لشبكة مرض هنتنغتون الأوروبية وأحد المنسقين الرئيسيين المشاركين لمجموعة عمل الواسمات الحيوية التابعة للشبكة. يشغل وايلد أيضًا منصب عضو مؤسس في اللجنة الاستشارية للمجموعة البرلمانية لكل الأحزاب البريطانية الخاصة بمرض هنتنغتون.
حصل وايلد على ترقية إلى منصب أستاذ علم الأعصاب في أكتوبر 2020، في كلية علوم الدماغ التابعة لكلية لندن الجامعية. اعتبارًا من سبتمبر 2022، عمل وايلد على تأليف 7 فصول من الكتب و150 منشور خاضع لمراجعة النظراء مع أكثر من 12,000 اقتباس.